# 宗教の年表
宗教の年表（しゅうきょうのねんぴょう）は人類の宗教の歴史の主要な出来事を年表として表している。年表は先史時代と歴史時代に分けられる。宗教史の大半は先史時代に属するが、文書として残っている史料は存在しない。したがって、先史時代の情報は間接的な証拠からかすかな兆候として認められる。歴史時代は筆記が発明された約5000年前から始まる。

## 先史時代
300,000年前死者の意図的な埋葬の最初の証拠。スペインのアタプエルカでは洞窟の穴の中から32人分以上の人骨が発見されている。
130,000年前死者の意図的な埋葬の議論のない証拠。ネアンデルタール人が埋葬を行っていた証拠がクロアチアのクラピナで発見されている。
100,000年前現生人類のもっとも古い儀式的埋葬はイスラエルのカフゼーから見つかっている。母と子と見られる二人が共に埋葬されている。骨はベンガラで着色されている。解剖学的な現生人類は10万年以上前にアフリカから中東に移住したと考えられている。しかし彼らの記録はまもなく途絶える。従って研究者は彼らが全滅したか、アフリカに戻ったと考えている。
100,000年から50,000年前いくつかの中期旧石器時代の遺跡からベンガラのさらなる使用の跡。ベンガラは儀式で重要な意味を持っていたと考えられる。
70,000年前ボツワナ北部でパイソンを崇拝していたと見られる痕跡。
50,000年前現代の人間の行動を連想させる特徴の発達の証拠が、後期石器時代のアフリカの遺跡から大量に発見されている。現代の人間行動には言語、抽象的な思考、シンボルの使用と宗教などが含まれる。
42,000年前オーストラリアのマンゴ湖畔の儀式的埋葬の跡。体におびただしい量のベンゲラが塗布されている。これは彼らがアフリカから宗教的習慣を持って移住した証拠と考えられる。
40,000年前ヨーロッパで後期旧石器時代が始まる。丹念な死者の埋葬、女性の立像、洞窟芸術などの遺物、遺跡が豊富に発見されている。女性の立像は多産の女神の象徴と考えられている。ショーヴェベとラスコーの洞窟壁画は宗教的な思考の始まりを示すと考えられる。
30,000年前シャーマンによる埋葬と考えられる初期の証拠。
11,000年前農業革命が始まる。農業の始まりによって人類は異なるライフスタイルを採用した。組織宗教の土台は首長、領土や国家の形成のあとで形作られた。

## 歴史時代

### 紀元前3000年から同800年
前3000シュメールで筆記の発明。最初は説明のために、後に神話の記録に用いられたと考えられる。
前2800インダス文明が熟し始める。この文明のいくつかの宗教的側面はインドの宗教に取り入れられる。
前2494-2345ピラミッド文書は知られているうちでは世界でもっとも古い宗教的記述である。
前2300書経には初期の儒学者による調和と極楽に関する概念の記述がある。
前2200クレタ島でミノア文明が発達した。人々は様々な女神を崇拝した。
前1850この頃アブラハムが生きていたと旧約聖書は記述している。シュメールでギルガメシュ叙事詩が書かれる。
前1500初期のヴェーダが書かれる。
前1367古代エジプトの王イクナートンは宗教に一神教と言う概念を導入したと考えられている。
前1250モーセがエジプトからヘブライ人の脱出を指導したと言い伝えられている。トーラの最初の巻が書かれる。
前1200オルメカ人が中央アメリカにもっとも初期の寺院とピラミッドを建てた。
前950モーセ五書が書かれる。

### 紀元前800年から同200年
前800初期のブラーフマナが書かれた。
前628ゾロアスター教の創始者、ゾロアスターがこの頃誕生したと考えられている。
前597-前539バビロン捕囚中にユダヤ教が事実上成立したとされる。
前563仏教の創始者、ガウタマ・シッダールタが生まれる.
前551儒教の創始者、孔子が生まれる。

### 紀元前200年から紀元後1500年
前7-前2イエス・キリスト生誕（福音書等をソースとする複数の仮説）
8ナザレのイエス生誕（仮説の1つ: 物理歴史学）
38ナザレのイエス磔刑（仮説の1つ: 物理歴史学）
38ナザレのイエス昇天（仮説の1つ: 物理歴史学）
後250-900この時期にマヤ文明の階段ピラミッドが建てられた。
405ヒエロニムスが聖書のラテン語訳であるウルガータを執筆。
570-632イスラム教の創始者、ムハンマドがこの時代に生きた。
610イスラム教創教（ムハンマドが天啓を受けたと主張する年）
650コーラン完成
712現存する神道最古の書物古事記が書かれた。

### 西暦1500年から現在
1500奴隷貿易によってアフリカの宗教が南北アメリカに導入される。
1469-1539シク教の創始者、グル・ナーナクが生きた。
1817-1892バハイ教の創始者、バハーウッラーが生きた。
1930sラスタファリアニズム, ネーション・オブ・イスラムの成立。